# هاي ماونتن رينجرز (مسلسل)
مسلسل «هاي ماونتن رينجرز»، كان المسلسل عبارة عن مسلسل تلفزيوني أسبوعي تدور أحداثه حول مجموعة من ضباط البحث والإنقاذ في البرية المدربين تدريباً عالياً، بجانب ضباط إنفاذ القانون في تاهو، نيفادا.
قام ببطولة المسلسل كل من «روبرت كونراد» حيث قام بدور «جيسي هوكس»، و «كريستيان كونراد» و «شين كونراد». كانت «جوان» ابنة «روبرت» هي المنتج التنفيذي لهذه السلسلة، وتم بث 12 حلقة له، بدءاً من 2 يناير 1988 حتى 9 أبريل 1988 على شبكة سي بي إس، قبل إلغاء العرض. كان للمسلسل أيضًا دور عرض جانبي بعنوان «جيسي هوكس».
تركزت السلسلة على «جيسي هوكس»، وهو أحد أفراد مشاة البحرية السابقين الذي بدأ تشغيل فريق«هاي ماونتن رينجرز» قبل 35 عامًا من الطيار. تقاعد «جيسي» بعد أن قام بتقديم خصمه المعتاد والدائم والعقل المدبر الإجرامي القاتل الذي يدعى «تي جيه» للعدالة. تم إعفاء أبناء العمومة من عقوبة الإعدام لأسباب فنية قانونية، وبدلاً من ذلك تم الحكم عليهم بالسجن مدى الحياة دون استحقاق الإفراج المشروط. في هذه الأثناء، يحاول الابن الأكبر لــــــ «جيسي» ويدعى «مات» خوض التجربة من أجل فريق «هاي ماونتن رينجرز» ويصبح في النهاية حارس الفريق الثاني بعد ميرلين، الذي خلف «جيسي» كمدير. عقب ذلك، يتم إخراج أبناء عمومته من السجن بفضل التخفي، ونصب كمينًا قاتلًا لــــ «ميرلين». الآن، بصفته القائد الثالث للفريق، يحث «مات» والده على الخروج من التقاعد لمساعدة الرينجرز على استعادة أبناء العم.

## أدوار العمل
كان لكل حارس إشارة اتصال يتم تمييزه بها مثل: (السلاح الأفضل، ميرلين، النمر الطائر). تُستخدم هذه الإشارات أو الكلمات كلما كان فريق «هاي ماونت رينجرز» في الميدان.
- روبرت كونراد في دور جيسي «توب غان» هوكس
- كريستيان كونراد في دور مات «فلاينج تايجر» هوكس
- شين كونراد في دور كودي هوكس
- راسل تود بدور جيم «فلاش» كاتلر
- با نيومولر (وصفت باسم با كريستيان) مثل روبين «فروستبيت» كيلي
- تيموثي إروين (صهر روبرت كونراد الحقيقي) بدور زهور إيزي «ذا بوكاتيلو كيد»
- يوجين ويليامز في دور تيم «بلاك ماجيك» هارت
- توني أسييرتو في دور فرانك «وايت إيجل» أفيلا

### • أدوار العمل التناوبية
- روبين بيترسون بدور جاكي هوكس
- ميد فلوري في دور شريف ماكبرايد

## روابط خارجية
- هاي ماونتن رينجرز  في قاعدة بيانات الأفلام على الإنترنت (بالإنجليزية)